# Österreichische Bundesbahnen
Le Österreichische Bundesbahnen (ÖBB, letteralmente "ferrovie federali austriache") sono una delle principali imprese pubbliche austriache. Esse esercitano la doppia attività di società ferroviaria incaricata da una parte dello sfruttamento commerciale dei servizi di trasporto ferroviario dei passeggeri e delle merci, e dall'altra dello sfruttamento e della manutenzione della rete ferroviaria nazionale austriaca. I dipendenti sono più di 40 000. La rete sfruttata conta circa 5.700 km di linee, di cui il 57% di linee elettrificate. La società trasporta circa 188 milioni di passeggeri l'anno.

## Storia
La storia delle ferrovie nazionali austriache inizia nel 1837 con l'inaugurazione della prima linea ferroviaria della Nordbahn tra Floridsdorf e Deutsch-Wagram e con la costruzione del primo ponte sopra il Danubio. Naturalmente il primo treno circolante era guidato da una locomotiva a vapore. Le tappe successive si concretizzarono anche nella costruzione del primo tunnel e nella costituzione della compagnia ferroviaria nazionale nel 1841. La prima linea dotata di trazione elettrica è datata 1880 e nel 1884 viene fondata la Kaiserlich-königliche österreichische Staatsbahnen. Il nome restò in vigore fino al 1923 quando vennero ufficialmente fondate le Österreichische Bundesbahnen. La loro prima sigla non fu però quella conosciuta ai giorni odierni, bensì BBÖ, a causa della contemporanea presenza di una linea ferroviaria in Svizzera, la Oensingen-Balsthal-Bahn, che aveva la medesima sigla.
Le ferrovie nazionali austriache vennero conglobate nella Deutsche Reichsbahn durante il periodo della seconda guerra mondiale e vennero rifondate in maniera autonoma nel 1947.
Dal 1947 l'Italia era attraversata dai Korridorzüge (letteralmente treni corridoio), ovvero treni che, per collegare il Tirolo Settentrionale al Tirolo Orientale dovevano passare per l'Italia. Questo treno non effettuava però soste con servizio passeggeri in territorio italiano.

## Le ÖBB oggi

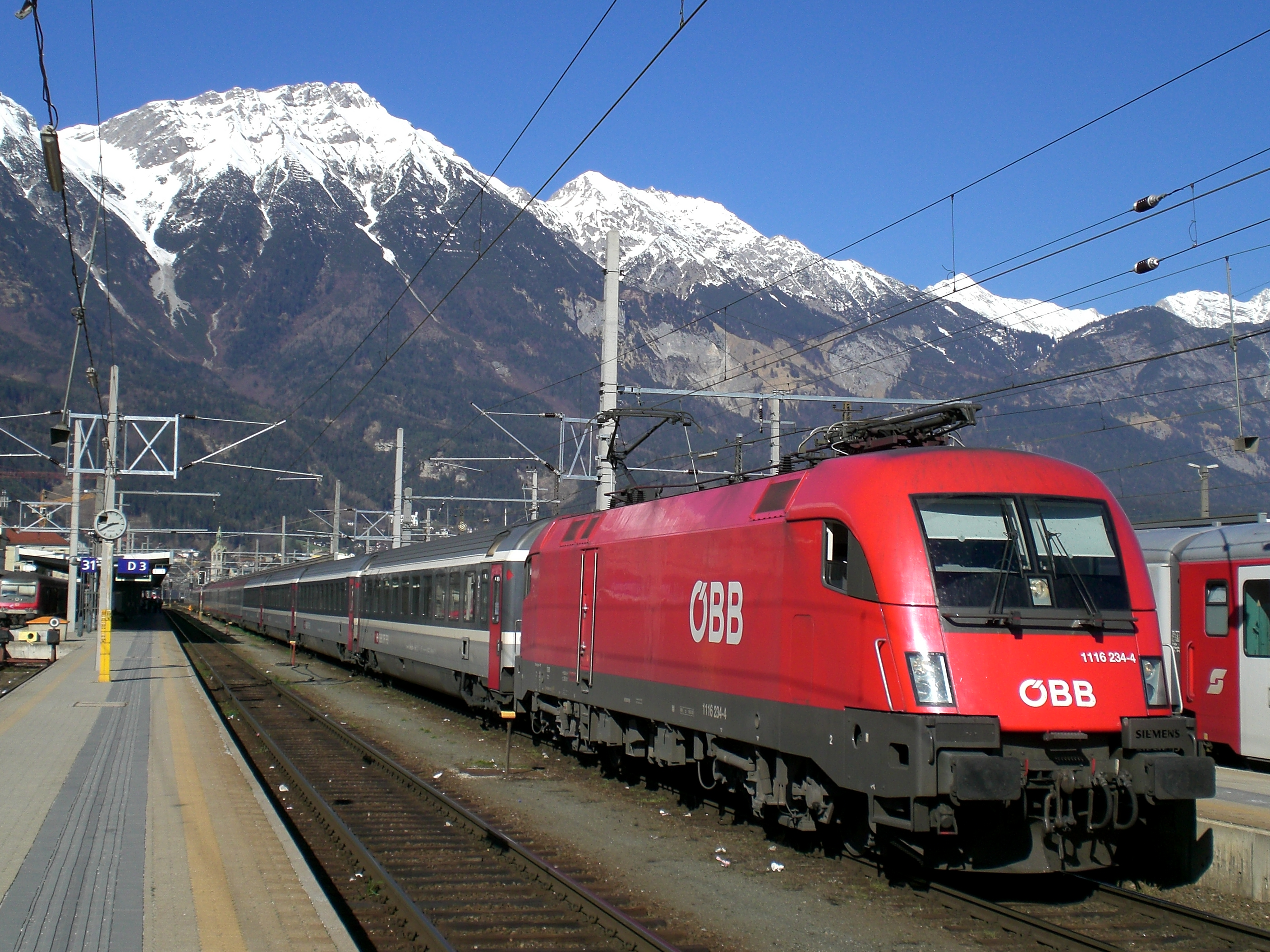
Un Eurocity trainato da un ÖBB 1116 con il nuovo logo societario nella stazione ferroviaria di Innsbruck.

Come molte altre società ferroviarie, anche le ÖBB hanno man mano allargato il loro raggio di influenza dalle ferrovie agli altri comparti del trasporto, sia pubblico che di merci tramite l'acquisizione di altre società e la riorganizzazione della holding in vari comparti:
- ÖBB-Holding AG (la capogruppo coordinatrice)
  - ÖBB-Dienstleistungs GmbH
- ÖBB-Personenverkehr AG (Trasporto passeggeri)
- Rail Cargo Austria AG (Trasporto di merci, sia su ferrovia che via strada, nonché servizi logistici)

Sussidiarie delle ultime due sono anche:
- - ÖBB-Traktion GmbH (Gestione locomotive)
  - ÖBB-Technische Services GmbH (servizi tecnici)

Altre aziende collegate del gruppo:
- ÖBB-Infrastruktur Betrieb AG (gestore dell'infrastruttura)
- ÖBB-Infrastruktur Bau AG (Progettazione, gestione e costruzione delle nuove infrastrutture)
  - Brenner Eisenbahn GmbH
  - ÖBB-Immobilien Management GmbH

## Loghi
| 1974 – 2004 | dal 2004 |
| ----------- | -------- |